# 超心理現象能力者 ナナキ
超心理現象能力者ナナキとは冴凪亮による漫画作品である。

## 概要
高校生七貴俊輔がパートナー：久遠青と共に一般的に超能力と呼ばれる能力を使ってさまざまな事件を解決していくサイキック・パワー・クロニクル。

## 登場人物
七貴俊輔（ななき　しゅんすけ）
高校生。攻撃型のPSI能力を使う。性格は，後述の青曰く「注意力散漫」「無鉄砲」「自意識過剰」「高飛車」。
使用できる能力は『念力・念動作用』『気流能力』『遠隔移動』Lｖ.3『思考送信』『思考感知』『浮遊落下』など。
久遠青（くどう　あお）
LOCKのメンバー。癒しを中心にしたサポート型のPSI能力を使う。
使用できる能力は『霊的視覚』『変形』『遠隔移動』Lv.3『思考送信』『思考感知』『精神攻撃』など。

## PSI能力
念力・念動作用（キング）
特定の物を自在に浮かす・動かす能力。
気流能力（ヘブンス）
気流を操り，突風や爆発を巻き起こす能力。
遠隔移動（テレポーテーション）
物や自身を特定の場所から場所へ移動させられる能力。Lv分けがあり，Lvによって移動させられるものが変わる。
思考送信（パス）
特定の相手へテレパシーを送る能力。
思考感知（ゲット）
『思考送信』を感知する能力。
浮遊落下（フォーリン）
空中から遅めのスピードで降りる能力。
空中浮遊（レヴィテーション）
空中に浮いたままその場所に留まる能力。
変形（ドミニオン）
特定の物の形を変幻自在に変える能力。
霊的視覚（ゴーストサイト）
一般的に言う霊視能力。
精神攻撃（ブロウ）
精神に直接攻撃・動揺を仕掛ける能力。
精神防御（シールド）
精神攻撃を防ぐ能力。

### 団体など
LOCK